# 中川紀元

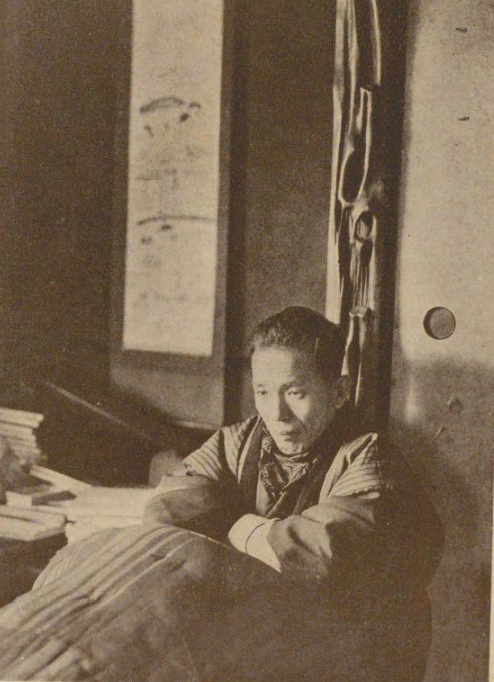
中川紀元

中川 紀元（なかがわ きげん、1892年（明治25年）2月11日 - 1972年（昭和47年）2月9日）は、長野県上伊那郡辰野町出身の洋画家である。旧姓は有賀、本名は紀元次。

## 略歴
長野県上伊那郡朝日村（現辰野町樋口）出身。長野県立諏訪中学校（現長野県諏訪清陵高等学校）卒、東京美術学校（現東京藝術大学）彫刻科入学。中退後、太平洋画会研究所、本郷絵画研究所へ通い洋画に転向、藤島武二にデッサンの指導を受け、また、二科会の重鎮であった石井柏亭や正宗得三郎にも師事。1907年(明治40年)から1914年(大正3年)まで玉川尋常小学校の図画工作の講師をしており、当時の校長は島木赤彦が勤めていた。教え子には堀内唯生がいた。1915年（大正4年）第2回二科展に初入選。1919年（大正8年）にはフランスへ渡り、マティスに師事。1920年（大正9年）に「ロダンの家」等で樗牛賞を受賞、帰国後滞欧作７点を出品し二科賞を受賞。1922年（大正11年）、古賀春江、神原泰、山本行雄らと「アクション」を結成。1930年（昭和5年）、中村岳陵ら日本画家たちと六潮会を結成。
1933年（昭和8年）までに二科会を脱退後、熊谷守一らと二紀会を結成。文化学院講師、帝国美術学校（現武蔵野美術大学）教授。1935年（昭和10年）多摩美術大学教授、1964年（昭和39年）、日本芸術院恩賜賞受賞。五男は画家の中川タマオ。

## 著書・画集
- 『マチスの人と作』世界現代作家選 日本美術学院 1922
- 『ピカソと立体派』世界現代作家選 日本美術学院 1922
- 『美術と圖畫』興文社 小學生全集 1929
- 『西洋画通』四六書院 通叢書 1930
- 『慈容三態』加藤版画研究所 1941
- 『随筆集世路のシミ』天理時報社 1941
- 『絵をみる目』生活社 1942
- 『画室のひとりごと』生活社 日本叢書 1946
- 『中川紀元画集』弦田平八郎解説 信濃毎日新聞社 1982

### 共編著
- 『裸体デッサン』編 中央美術社 1923
- 『素描選集』川端龍子共編 中央美術社 1925
- 『美術家を志す人のために』横川毅一郎共著 現人社 1933